# Yū Kamiya
Yū Kamiya  (榎宮 祐?, Kamiya Yū) (Uberaba, 10 novembre 1984) è uno scrittore e disegnatore brasiliano il cui vero nome è Thiago Furukawa Lucas.

## Biografia
È stato uno dei primi autori di manga non giapponesi ad avere successo in Giappone. Le sue opere illustrate più famose sono Itsuka tenma no kuro usagi, una serie di light novel di Takaya Kagami, e No Game No Life, un'opera di sua stessa creazione che nel 2014 è stata adattata in una serie televisiva anime. 

## Vita privata
È sposato con Mashiro Hiiragi, la quale ha adattato No Game No Life in un manga.

## Opere

### Light novel
- Irregular Paradise, scritta da Shiki Ueda
- Yamahime Antimonics, scritta da En Mikami
- EArTh (2006)
- EArTh ∞ (2010)
- Itsuka tenma no kuro usagi (2008), scritta da Takaya Kagami
- No Game No Life (2012)
- Clockwork Planet (2013) con Tsubaki Himana, illustrata da Shino[2]

### Manga
- Greed Packet ∞ (2008), spin-off della serie EArTh
- A Dark Rabbit Has Seven Lives (2008), disegni adattati da Shiori Asahina
- No Game No Life (2013), disegni adattati da Mashiro Hiiragi
- Clockwork Planet (2013), disegni adattati da Kuro